# Фермий
| 100     | Фермий |
| Fm(257) |        |
| 5f127s2 |        |

Фе́рмий (химический символ — Fm, от лат. Fermium) — радиоактивный трансурановый химический элемент 3-й группы (по устаревшей классификации — побочной подгруппы третьей группы, IIIB) седьмого периода периодической системы химических элементов Д.И. Менделеева с атомным номером 100.
Относится к семейству актиноидов.
Как и прочие элементы тяжелее плутония, в природе не обнаружен, все известные изотопы были получены искусственно.

## История
Впервые фермий получен в конце 1952 года американцем А. Гиорсо и другими учеными Лос-Аламосской лаборатории в виде изотопа 255Fm с периодом полураспада Т1/2 = 20,1 ч, который содержался в пыли после первого термоядерного взрыва бомбы «Иви Майк», произведённого США на атолле Эниветок 1 ноября 1952 года. Первоначальное обследование осадков взрыва показало образование нового изотопа плутония, {\displaystyle \mathrm {^{244}_{94}Pu} }: он мог образоваться только при поглощении шести нейтронов ядром урана-238 с последующими двумя β-распадами. В то время считалось, что поглощение нейтронов тяжелым ядром — редкий процесс. Обнаруженный изотоп — продукт последовательного захвата 17 нейтронов ядрами 238U и восьми β−-распадов, превращающих нейтроны в протоны и увеличивающих атомный номер нуклида.

## Происхождение названия
Назван по имени одного из пионеров ядерной физики итало-американского физика Энрико Ферми, который, однако, не имел никакого отношения к открытию или исследованиям фермия.

## Получение
Фермий получают в ходе облучения на циклотроне мишеней из тория, урана или плутония ионами неона, кислорода или углерода. Другим способом получения фермия является облучение в ядерном реакторе нейтронами смеси изотопов плутония, кюрия или калифорния. В наибольших количествах, около 109 атомов в год, получают изотоп 257Fm.

## Свойства
Так как в весовых количествах фермий не был получен, основные исследования его свойств выполнены с использованием малых концентраций 257Fm (T1/2 = 100,5 дня) и менее устойчивого радионуклида 255Fm (T1/2 = 20,07 часа). Наиболее устойчив Fm+3 (валентность III), но под действием сильных восстановителей в водных растворах получают Fm+2. По химическим свойствам фермий во многом подобен другим трёхвалентным актиноидам.

## Изотопы
Фермий не имеет стабильных изотопов и не встречается в природе. Самым долгоживущим изотопом фермия является 257Fm с периодом полураспада 100,5 суток.

## Применение
Мишени из атомов Fm используются в ядерной физике для получения ядер более тяжёлых элементов.

## Биологическая роль
Все известные изотопы фермия радиотоксичны.